# Gūsheh-ye Moḩammad Mālek
Gūsheh-ye Moḩammad Mālek (persiska: گوشه محمّد مالك, گُّشِه مُهَمَّد مَلِك, گوشِۀ مُحَمَّدِ مَلِك) är en ort i Iran.   Den ligger i provinsen Markazi, i den centrala delen av landet, 270 km sydväst om huvudstaden Teheran. Gūsheh-ye Moḩammad Mālek ligger 1 887 meter över havet och antalet invånare är 398.
Terrängen runt Gūsheh-ye Moḩammad Mālek är kuperad åt sydväst, men åt nordost är den platt.Runt Gūsheh-ye Moḩammad Mālek är det ganska tätbefolkat, med 58 invånare per kvadratkilometer. Närmaste större samhälle är Khomeyn, 10,3 km öster om Gūsheh-ye Moḩammad Mālek. Trakten runt Gūsheh-ye Moḩammad Mālek består i huvudsak av gräsmarker.